# مايك كيلر (لاعب هوكي الجليد)
مايك كيلر هو لاعب هوكي الجليد كندي، ولد في 21 مايو 1950 في تورونتو في كندا.

## وصلات خارجية
- مايك كيلر على موقع HockeyDB.com (الإنجليزية)
- مايك كيلر على موقع Hockey-Reference.com (الإنجليزية)